# Dudelsackpfeiferbrunnen
Fontanna grajka na dudzie (z niem: Dudelsackpfeiferbrunnen) - zbudowana przez Friedricha Wanderera na podstawie figurki renesansowej z XVI wieku, która znajduje się w Germańskim Muzeum Narodowym oraz została zainspirowana rysunkiem Albrechta Dürera z 1514 r.

## Źródła
- Frank Matthias Kammel: Der Nürnberger Dudelsackpfeifer. Monatsanzeiger des Germanischen Nationalmuseums, Januar 2003.